# Bọt ếch cuống
Bọt ếch cuống (danh pháp: Glochidion bachmaense) là một loài thực vật có hoa trong họ Diệp hạ châu. Loài này được Nguyễn Nghĩa Thìn mô tả khoa học đầu tiên năm 1995.